# جیمز اف. بیرنز
جیمز فرانسیس بیرنز (به انگلیسی: James Francis Byrnes) قاضی و سیاستمدار آمریکایی از کارولینای جنوبی بود. او به عنوان عضوی از حزب دمکرات در کنگره آمریکا و دیوان عالی این کشور خدمت کرد. از سمتهای اجرایی او می‏‌توان به تصدی وزارت خارجه در دولت هری ترومن و فرمانداری کارولینای جنوبی اشاره کرد.